# Mezná (ort i Tjeckien, Vysočina)
Mezná är en ort i Tjeckien.   Den ligger i regionen Vysočina, i den centrala delen av landet, 100 km sydost om huvudstaden Prag. Mezná ligger 643 meter över havet och antalet invånare är 112.
Terrängen runt Mezná är platt. Runt Mezná är det ganska tätbefolkat, med 54 invånare per kvadratkilometer. Närmaste större samhälle är Pelhřimov, 9,4 km norr om Mezná. Omgivningarna runt Mezná är en mosaik av jordbruksmark och naturlig växtlighet.